# Ondreville-sur-Essonne
 Ondreville-sur-Essonne  es una comuna y población de Francia, en la región de Centro, departamento de Loiret, en el distrito de Pithiviers y cantón de Puiseaux.
Su población en el censo de 1999 era de 333 habitantes.
Está integrada en la Communauté de communes du Canton de Puiseaux .

## Demografía
| 183 | 184 | 160 | 263 | 286 | 333 |
| Para los censos de 1962 a 1999 la población legal corresponde a la población sin duplicidades (Fuente: INSEE [Consultar]) |     |     |     |     |     |